# Traminda burmana
Traminda burmana là một loài bướm đêm trong họ Geometridae.